# RadioJazz.fm
RadioJAZZ.FM – muzyczna stacja radiowa nadająca przede wszystkim jazz, obecnie radio internetowe.

## Historia
Stacja została założona 6 grudnia 1996 jako JazzRadio przez Mariusza Adamiaka, następnie przejęta przez spółkę Y- Radio. Od połowy 2005 większościowe udziały miał właściciel Radia Kolor. Od 7:00 do 20:00 w pasmach prezenterskich na antenie pojawiały się informacje kulturalne (koncerty, film, teatr, książka, wystawy itp.) a od 20:00 audycje autorskie.
W październiku 2008 częstotliwości JazzRadia zostały odkupione przez grupę radiową Eurozet, która po zmianie zapisów koncesji KRRiT wprowadziła nową sieć Chilli ZET, nadającą od 6 grudnia 2008 na dotychczasowych falach JazzRadia oraz częstotliwościach NRJ FM i Planeta FM. Dziennikarze redakcji Jazz Radia postanowili wówczas przenieść swoją działalność do internetu, kontynuując działalność żywego radia (z zachowaniem ramówki pasm dziennych i audycji autorskich) pod nazwą RadioJAZZ.FM. W tym celu powołana została do życia Fundacja Popularyzacji Muzyki Jazzowej "EuroJAZZ", będąca prawnym właścicielem RadioJAZZ.FM.